# 往復書簡 (湊かなえ)
『往復書簡』（おうふくしょかん）は、湊かなえによる日本の小説。短編集。2010年9月、幻冬舎から刊行された。
2012年8月、幻冬舎文庫から刊行された（文庫化の際「一年後の連絡網」を追加）。
収録作品のうち『十五年後の補習』はテレビドラマ化、2016年9月30日にTBS系で放送された。

## あらすじ
- 十年後の卒業文集 - 結婚式に集まった同級生。式を欠席した行方不明との噂の千秋に起こった事故の真実を探る手紙のやりとり。
- 二十年後の宿題 - 定年を迎えた小学校教師・竹沢と教え子・大場。教え子6人と竹沢の夫に起こった事故の真実と教え子の近況を伝える手紙のやり取り。
- 十五年後の補習 - 純一と万里子はある事件で同級生を亡くしていた。手紙のやり取りで万里子は事件の詳細を思い出す。

## 書誌情報
- 単行本：湊かなえ 『往復書簡』 幻冬舎、2010年9月発行[1] ISBN 978-4-344-01883-9
- 文庫本：湊かなえ 『往復書簡』 幻冬舎文庫、2012年8月発行 ISBN 978-4-34-441906-3

## テレビドラマ
『往復書簡〜十五年後の補習』のタイトルでテレビドラマ化。2016年9月30日（金曜） 20:57 - 22:56 にTBS系で放送された。

### キャスト
- 岡野万里子 - 松下奈緒
- 永田純一 - 市原隼人
- 坪井由美 - 朝倉あき
- 都築健治 - 森永悠希
- 阿部智也 - 鈴之助
- 久保田綾子 - 大沢逸美
- 永田頼子 - 長野里美
- 岡野万里子(15年前) - 西畑澪花
- 永田純一(15年前) - 福山康平
- 大島一樹(15年前) - 篠田諒
- 久保田康孝(15年前) - 今井悠貴
- 大島百合 - 多岐川裕美
- 永田恵一 - 山崎銀之丞
- 久保田進 - 梨本謙次郎
- 亀山隆三 - 鹿賀丈史

### スタッフ
- 原作 - 湊かなえ『十五年後の補習』（「幻冬舎文庫刊」『往復書簡』所収）
- 監督 - 七高剛
- 脚本 - 旺季志ずか
- ピアノ監修 - 宮津まり子
- 医療監修 - 刈谷育子
- 警察監修 - 尾崎祐司
- アクションコレオグラファー - 森崎えいじ
- 技術協力 - バスク
- 美術協力 - フジアール
- プロデューサー - 森川真行、清家優輝
- 製作 - ファインエンターテイメント、TBS